# Sergio Bravo
Sergio Martinez Bravo (27 novembre 1927 – 9 aprile 1997) è stato un calciatore messicano, di ruolo difensore.

## Carriera
Con la Nazionale messicana ha preso parte ai Mondiali 1954.